# Studio de l'Ermitage
 (juillet 2022).
 (juillet 2022).
 (juillet 2022).
La mise en forme du texte ne suit pas les recommandations de Wikipédia : il faut le « wikifier ».
Les points d'amélioration suivants sont les cas les plus fréquents :
- Les titres sont pré-formatés par le logiciel. Ils ne sont ni en capitales, ni en gras.
- Le texte ne doit pas être écrit en capitales (les noms de famille non plus), ni en gras, ni en italique, ni en « petit »…
- Le gras n'est utilisé que pour surligner le titre de l'article dans l'introduction, une seule fois.
- L'italique est rarement utilisé : mots en langue étrangère, titres d'œuvres, noms de bateaux, etc.
- Les citations ne sont pas en italique mais en corps de texte normal. Elles sont entourées par des guillemets français : « et ».
- Les listes à puces sont à éviter, des paragraphes rédigés étant largement préférés. Les tableaux sont à réserver à la présentation de données structurées (résultats, etc.).
- Les appels de note de bas de page (petits chiffres en exposant, introduits par l'outil «  Source ») sont à placer entre la fin de phrase et le point final[comme ça].
- Les liens internes (vers d'autres articles de Wikipédia) sont à choisir avec parcimonie. Créez des liens vers des articles approfondissant le sujet. Les termes génériques sans rapport avec le sujet sont à éviter, ainsi que les répétitions de liens vers un même terme.
- Les liens externes sont à placer uniquement dans une section « Liens externes », à la fin de l'article. Ces liens sont à choisir avec parcimonie suivant les règles définies. Si un lien sert de source à l'article, son insertion dans le texte est à faire par les notes de bas de page.
- La présentation des références doit suivre les conventions bibliographiques. Il est recommandé d'utiliser les modèles {{Ouvrage}}, {{Chapitre}}, {{Article}}, {{Lien web}} et/ou {{Bibliographie}}. Le mode d'édition visuel peut mettre en forme automatiquement les références.
- Insérer une infobox (cadre d'informations à droite) n'est pas obligatoire pour parachever la mise en page.

Pour une aide détaillée, merci de consulter Aide:Wikification.
Si vous pensez que ces points ont été résolus, vous pouvez retirer ce bandeau et améliorer la mise en forme d'un autre article.
Résidence
Le Studio de l'Ermitage est une salle de concerts jazz et musiques du monde, située à Ménilmontant dans le 20e arrondissement de Paris.

## Le lieu
A son inauguration en 1989, le Studio de l’Ermitage héritait de l'architecture industrielle d'une ancienne biscuiterie, métamorphosée en entrepôt de maroquinerie. Constitué de 3 salles de répétitions pluridisciplinaires, le lieu accueillait metteurs en scène, chorégraphes et musiciens.
À partir de 2001, une seule des salles de répétitions est conservée et transformée en salle de concert, la musique devenant l’activité principale du lieu. Dotée d'une mezzanine bordant les trois côtés de l’espace principal, la salle actuelle a une capacité d’accueil de 250 personnes et reçoit aujourd'hui en moyenne 200 événements par an.

## La programmation
Le Studio de l’Ermitage cible sa programmation autour d'une esthétique jazz, musiques improvisées, chanson et musiques du monde, notamment à travers des créations émergentes et des concerts de musiques traditionnelles .
Artistes ayant joué à la salle : Jeanne Added, Thomas de Pourquery , La Chica, Yael Naïm,  Bertrand Belin, Camélia Jordana, Pierre de Bethmann, Manou Gallo, Altan, Abdoulaye Nderguet, Las Hermanas Caronni, Bal de l'Afrique enchantée - Festival Nuits d'Afrique ...
Artistes résidents : Akalé Wubé, Cheikh Sidi Bémol, Cumbia Ya!, Roda do Cavaco, Minino Garay, Naïssam Jalal...
En parallèle de ses concerts, le Studio de l’Ermitage a accueilli plusieurs émissions et artistes dans le cadre de tournages : Platine Africa, Culturebox, Bernard Lavilliers...